# Bystra (stacja kolejowa)
Bystra (ukr. Бистра) – stacja kolejowa w miejscowości Żytomierz, w rejonie żytomierskim, w obwodzie żytomierskim, na Ukrainie. Położona jest na linii Żytomierz – Berdyczów.